# Giovanna Manuela de Villena
Giovanna Fernandez, conosciuta anche come Giovanna Manuel de Villena (Juana in spagnolo e asturiano, Joana in galiziano, in portoghese, in catalano e in basco, Chuana in aragonese, Ieanne in francese, Joan in inglese e Johanna in tedesco e in fiammingo; fl. XIV secolo), discendente da un ramo illegittimo della casa reale castigliana che aveva ottenuto investiture anche in Portogallo, fu l'amante del re Edoardo del Portogallo.

## Origine[2][3][4]
Era figlia di Fernando Manuel de la Torre, Signore di Cebica e conte di Sintra, e della moglie, Mencía Rodríguez de Fonseca.

## Biografia
Di Giovanna si hanno scarse notizie, non si conosce né il luogo né la data di nascita.
Si conosce la sua ascendenza castigliana, che la faceva discendere dal re Ferdinando III di Castiglia, che il padre era conte di Sintrae che, pur non conoscendo le date di inizio e di fine del loro rapporto, Giovanna, nel secondo decennio del XV secolo, fu l'amante del re del Portogallo e dell'Algarve, Edoardo d'Aviz.
Infine non si hanno notizie né del luogo né della data della morte.

## Figli
Giovanna a Edoardo diede un figlio:
- Giovanni Manuele del Portogallo (ca. 1416-1476), vescovo di Ceuta e Guarda, che dalla sua amante, Justa Rodríguez Pereira, ebbe due figli:
  - Giovanni Manuele (1466-1500), governatore di Santarém,
  - Nunó Manuele del Portogallo (1469-ca. 1525), signore di Salvaterra de Magos.